# Itzhak Stern
Itzhak Stern (Krakau, 25 januari 1901 - Tel Aviv, 1969) was een Poolse verzetsstrijder uit de Tweede Wereldoorlog.
Hij werkte als boekhouder voor de emaillefabriek van Oskar Schindler, de Tsjechisch-Duitse industrieel die tijdens de Tweede Wereldoorlog zeker 1200 Joden redde van de Holocaust. Stern speelde een belangrijke rol in het draaiende houden van het bedrijf en in de redding van de Joodse werknemers. Er wordt algemeen aangenomen dat hij de namenlijst heeft getypt die bekend werd als 'Schindler's List'. Op die lijst stonden de namen van Joodse werknemers van het bedrijf, die Schindler redde door het naziregime ervan te overtuigen dat zij wezenlijk waren voor de Duitse oorlogsindustrie. Itzhak Stern was zelf Joods, en ook zijn naam is (onder "Stern, Isak") op de lijst terug te vinden.
Stern leerde Schindler kennen tegen het einde van 1939. Hij werkte op dat moment op de boekhoudafdeling van een grote Poolse handelsmaatschappij met een Joodse eigenaar. Die functie had hij al sinds 1924 bekleed. Na de bezetting van Polen werden Duitse zaakwaarnemers aan het hoofd van alle belangrijke Joodse bedrijven gesteld. Voor het bedrijf waar Stern werkte was dat een zekere Herr Aue. Hoewel Stern een duidelijk wantrouwen koesterde tegenover zijn nieuwe baas, bleek al snel dat Herr Aue de Joodse werknemers weliswaar begon te ontslaan, maar hen vervolgens wel in het geheim financieel ondersteunde. Ook liet hij hen niet uitschrijven bij het sociale zekerheidsregister, opdat ze hun werknemers-identificatiepas konden behouden. 
Herr Aue bracht Stern al snel in contact met Oskar Schindler, en niet veel later ging Stern aan de slag als accountant in diens nieuw verworven emaillefabriek in Krakau.
Hoewel Stern later in een interview aangaf lange tijd wantrouwen jegens Schindler te hebben gekoesterd, werkten de twee na verloop van tijd samen aan de redding van de Joodse werknemers. Zo vervalsten ze bedrijfsdocumenten door bijvoorbeeld intellectuelen, dokters of advocaten te registreren als metaalarbeiders of technici, die nuttig waren voor de oorlogsindustrie.
Hoewel de relatie tussen Schindler en Stern aanvankelijk puur zakelijk was, eindigde die in een vriendschap. Die persoonlijke band ontstond al in de oorlogsjaren. Stern was - net als alle andere Joodse werknemers - op een gegeven ogenblik vanuit het getto in Krakau naar het werkkamp Płaszów overgebracht. Overdag bleven zij echter werken in de fabriek. Toen Stern op een dag ernstig ziek werd en Schindler om hulp vroeg, kwam die meerdere malen persoonlijk naar het kamp om medicijnen te brengen. Schindlers bezoeken aan het kamp maakten veel indruk op hem, en zetten hem aan tot verdere pogingen om de situatie van de Joden te verbeteren. 
In 1969 was Schindler aanwezig bij de begrafenis van Itzhak Stern, en openlijk bedroefd over diens overlijden.
In de Oscarwinnende speelfilm Schindler's List, die het werk van Schindler en Stern bekendmaakte bij het grote publiek, wordt de rol van Itzhak Stern gespeeld door Ben Kingsley. Aan het einde van de film is ook Sterns weduwe te zien, terwijl zij het graf van Oskar Schindler bezoekt.